# Май, Жак де
Жак де Май (фр. Jacques de Mailles; 1475 (?) — 1540) — французский рыцарь, писатель.

## Биография
Служил оруженосцем французского полководца Пьера де Баярда на протяжении 24 лет, с 1500 года до гибели Баярда в 1524 году. Оставив после этого военную службу, де Май вернулся домой в область Дофине и стал нотариусом. Сразу после смерти Баярда де Май написал и анонимно (за подписью «Верный Слуга» — фр. Loyal Serviteur) опубликовал его биографию, по свойственным средневековой литературе преувеличениям более близкую к роману: «Приятнейшая, забавная и отдохновительная история доброго рыцаря без страха и упрёка, славного сеньора Баярда…» (фр. «La très joyeuse, plaisante et récréative histoire du bon chevalier sans peur et sans reproche, gentil Seigneur de Bayart…»).
За полтысячи лет книга выдержала множество переизданий. Некоторые из них хранятся в Национальной французской библиотеке.
Май де Жаку посвящена книга Марселя Факури «Jacques de Mailles et le chevalier de Boutières: deux compagnons de Bayard»